# Dynamique de Langevin
En physique, la dynamique de Langevin est une approche de la modélisation mathématique de la dynamique des systèmes moléculaires, développée à l'origine par le physicien français Paul Langevin. L'approche se caractérise par l'utilisation de modèles simplifiés basés sur des équations différentielles stochastiques.

## Aperçu
Un système moléculaire dans le monde réel ne peut être présent dans le vide. Les molécules d'air causent des frottements et les collisions à grande vitesse qui se produisent perturbent le système. La dynamique de Langevin tente d'étendre la dynamique moléculaire pour prendre en compte ces effets. Elle permet aussi de contrôler la température comme avec un thermostat (ensemble canonique).
La dynamique de Langevin reproduit l'aspect visqueux des solvants. Elle ne modélise pas complètement un solvant implicite, le modèle ne tenant pas compte de l'écrantage électrostatique ni de l'effet hydrophobe. Il est aussi important de noter que pour des solvants denses, les interactions hydrodynamiques ne sont pas prises en compte par la dynamique de Langevin.
Pour un système de {\displaystyle N} particules de masses {\displaystyle M}, avec les coordonnées {\displaystyle X=X(t)}, qui constituent une variable aléatoire dépendante du temps, l'équation de Langevin qui en résulte s'écrit :
{\displaystyle M{\ddot {X}}=-\nabla U(X)-\gamma {\dot {X}}+{\sqrt {2\gamma k_{\rm {B}}T}}R(t)\,,}
où {\displaystyle U(X)} est le potentiel d'interaction de la particule. Nabla ({\displaystyle \nabla }) est l'opérateur gradient, de sorte que {\displaystyle -\nabla U(X)} est la force calculée à partir des potentiels d'interaction de la particule. Les dérivées {\displaystyle {\dot {X}}} et {\displaystyle {\ddot {X}}} sont les dérivée par rapport au temps de la coordonnée {\displaystyle X}, de sorte que {\displaystyle {\dot {X}}} est la vitesse de la particule et {\displaystyle {\ddot {X}}} son accélération. {\displaystyle T} est la température, {\displaystyle k_{\rm {B}}} est la constante de Boltzmann et {\displaystyle R(t)} est le processus gaussien stationnaire de moyenne nulle, satisfaisant :
{\displaystyle \left\langle R(t)\right\rangle =0}
{\displaystyle \left\langle R(t)R(t')\right\rangle =\delta (t-t')}
Ici, {\displaystyle \delta } est la fonction delta de Dirac.
Si l'objectif principal est de contrôler la température, il faut faire attention à l'utilisation de la constante gamma {\displaystyle \gamma }. Lorsque gamma augmente, on passe à un régime de diffusion (mouvement brownien). La limite de la dynamique de Langevin dans ce cas est décrite par la dynamique brownienne. Cette dernière peut être considérée comme la dynamique de Langevin sur-amortie, c'est-à-dire la dynamique de Langevin ne tenant plus compte de l'accélération.
L'équation de Langevin peut être reformulée comme une équation de Fokker-Planck qui gouverne la distribution de probabilité de la variable aléatoire {\displaystyle X}.
Des simulations de la dynamique de Langevin utilisent la méthode de Monte-Carlo.